# KBS대구 제1라디오 7시 뉴스
KBS대구 제1라디오 7시 뉴스는 KBS대구 제1라디오에서 일요일 오전 7시 5분에 방송했던 라디오 뉴스 프로그램이다.

## 진행자
- KBS대구 아나운서